# Aerei dell'Aeronautica francese nella seconda guerra mondiale
Lista degli aerei impiegati dalla Armée de l'Air durante la Seconda guerra mondiale.
Sono considerati gli aerei impiegati in servizio dal 3 settembre 1939 al 25 giugno 1940 e quelli impiegati da piloti francesi nella RAF e nelle Forze aeree della Francia Libera.

## Caccia
- Arsenal VG-33
- Bloch MB 150
- Bloch MB.151
- Bloch MB.152
- Bloch MB.155
- Caudron C.714
- Dewoitine D.500
- Dewoitine D.510
- Dewoitine D.520
- Hanriot H.220
- Morane-Saulnier MS.225
- Morane-Saulnier MS.405
- Morane-Saulnier MS.406
- Morane-Saulnier MS.410
- SNCASE SE-100

## Bombardieri
- Amiot A.143
- Amiot A.150
- Amiot A.350
- Amiot A.351
- Amiot A.354
- Bloch MB.131
- Bloch MB.162
- Bloch MB.200
- Bloch MB.210
- Breguet Bre 690
- Breguet Bre 691
- Breguet Bre 693
- Breguet Bre 695
- Farman F.222
- Levasseur PL.7
- Levasseur PL.107
- Lioré-et-Olivier Leo 451
- Loire-Nieuport LN-401
- Loire-Nieuport LN-411
- Potez 63
- Potez 63-11
- Potez 540
- Potez 542
- Potez 630
- Potez 631
- Potez 633

## Da ricognizione
- Bloch MB.174
- Hanriot NC.530
- Mureaux 115
- Mureaux 117
- Potez 637

## Da addestramento
- Blériot-SPAD S.510
- Hanriot H.232
- Loire 46
- Morane-Saulnier MS.225
- Morane-Saulnier MS.315
- Romano R.82
- Wibaud 72 C.1
- Wibaud 75 C.1

## Da trasporto
- Bloch MB 220
- Caudron C.445
- Caudron C.630
- Caudron C.635
- Potez 567
- Potez 650
- Potez 661
- Potez 662

## Idrovolanti
- Amiot A.150
- Breguet Br.521
- Centre NC.470
- Dewoitine HD 780
- Gourdou-Leseurre GL-832 HY
- Latécoère 298
- Latécoère 440
- Latécoère 631
- Loire 130 M
- Potez 452

## Aerei acquisiti all'estero
Paesi Bassi
- Koolhoven F.K.58

 Regno Unito
- Avro Anson
- Avro Lancaster
- Blackburn Iris
- Bristol Beaufighter
- Bristol Blenheim
- Fairey Barracuda
- Handley Page Halifax
- Hawker Hurricane
- Supermarine Spitfire
- Vickers Wellington
- Westland Lysander

 Italia
- Caproni Ca.164 (Acquistati prima della dichiarazione di guerra)
- Caproni Ca.313 (Acquistati prima della dichiarazione di guerra)
- Nardi FN.305 (Acquistati prima della dichiarazione di guerra)

 Stati Uniti
- Bell P-39 Airacobra
- Bell P-63 Kingcobra
- Chance Vought F4U Corsair
- Chance Vought V-166
- Consolidated PBY Catalina
- Curtiss P-36
- Curtiss P-40
- Curtiss SBC Helldiver
- Douglas DB-7 Boston
- Douglas B-26 Invader
- Douglas SBD Dauntless
- Grumman F6F Hellcat
- Grumman TBF Avenger
- Lockheed Harpoon
- Lockheed L-18 Lodestar
- Lockheed P-38 Lightning
- Martin B-26 Marauder
- Martin Maryland
- North American B-25 Mitchell
- North American NA-57
- North American P-51 Mustang
- Northrop A-17
- Piper L-4
- Republic P-47 Thunderbolt
- Vought SB2U Vindicator
- Vultee A-31 Vengeance
- Vultee BT-13 Valiant
- Vultee V-72 Vindicator

 Unione Sovietica
- Yakovlev Yak-3
- Yakovlev Yak-9

## Aerei di Preda Bellica
Germania
- Arado Ar 196
- Dornier Do 24
- Dornier Do 335
- Fieseler Fi 156 "Storch"
- Focke-Wulf Fw 190
- Heinkel He 162
- Heinkel He 177
- Heinkel He 274
- Junkers Ju 52
- Junkers Ju 86
- Junkers Ju 88
- Junkers Ju 188
- Messerschmitt Bf 108
- Messerschmitt Bf 109

 Giappone
- Aichi E13A
- Mitsubishi Ki-30
- Mitsubishi Ki-46
- Nakajima A6M2-N
- Nakajima Ki-43
- Nakajima Ki-44
- Tachikawa Ki-54

 Italia
- CANT Z.1007 "Alcione"
- Fiat C.R.42 "Falco"